# Rundfunkrat des Mitteldeutschen Rundfunks
Der Rundfunkrat des Mitteldeutschen Rundfunks ist neben dem Verwaltungsrat und dem Intendanten eines der drei Organe des Mitteldeutschen Rundfunks (MDR) mit zentralen Entscheidungs-, Überwachungs- und Kontrollbefugnissen.
Rechtliche Grundlage für den Rundfunkrat sind der MDR-Staatsvertrag und die Satzung des MDR. Die Dreiländeranstalt vertritt die Bundesländer Sachsen, Sachsen-Anhalt und Thüringen. Der MDR-Rundfunkrat hat 50 Mitglieder, die für eine Amtszeit von sechs Jahren entsendet werden. Die Amtszeit des MDR-Rundfunkrates beträgt, beginnend mit seinem ersten Zusammentritt, sechs Jahre. Am 31. Januar 2022 hat sich der MDR-Rundfunkrat für eine neue Amtsperiode konstituiert.
Die Regelung für die Geschlechterparität gilt bei Neuentsendungen. Der aktuelle Frauenanteil liegt bei 39 %.
Gemäß der MDR-Satzung tritt der Rundfunkrat mindestens vierteljährlich, im Übrigen nach Bedarf zusammen. 2023 fanden sieben Rundfunkratssitzungen statt. Hinzu kommen die Sitzungen der Programmausschüsse, des Telemedienausschusses und des Haushaltsausschusses sowie der Landesgruppen.

## Aufgaben
Der Rundfunkrat hat umfassende Mitspracherechte in Angebots-, Personal- oder Finanzfragen. Der Rundfunkrat trägt dafür Sorge, dass der Mitteldeutsche Rundfunk seine ihm gesetzlich zugewiesene Aufgabe erfüllt. So überwacht er die Einhaltung der Angebotsgrundsätze und hierzu erlassener Richtlinien. Er berät den Intendanten in allgemeinen Angelegenheiten der Angebote. Zu den Aufgaben des Rundfunkrates zählt ferner die Wahl und Abberufung des Intendanten sowie der Mitglieder des Verwaltungsrats. Für die Berufung von Direktoren ist ebenfalls die Zustimmung des Rundfunkrates erforderlich. Der Rundfunkrat ist auch für die Genehmigung des Wirtschaftsplanes sowie des Jahresabschlusses verantwortlich.

## Zusammensetzung
Der Rundfunkrat nimmt seine Aufgaben stellvertretend für die Gesellschaft wahr und soll die in der Gesellschaft bestehende Meinungsvielfalt zum Ausdruck bringen. Um dies zu gewährleisten, setzt sich das Gremium aus Vertretern unterschiedlicher gesellschaftlich relevanter Gruppen zusammen. Die Zusammensetzung des Rundfunkrates ist im MDR-Staatsvertrag geregelt (§ 16).
Die Amtszeit des Rundfunkrats beträgt 6 Jahre, wobei das Präsidium alle zwei Jahre unter den drei Staatsvertragsländern wechselt. Zur Wahrnehmung seiner Aufgaben bildet der Rundfunkrat Ausschüsse. Dabei handelt es sich um die Programmausschüsse Leipzig und Halle, den Telemedienausschuss und den Haushaltsausschuss. Derzeit tagt der Personalausschuss nicht.
Die Kategorien wurden nach MDR-Staatsvertrag § 16 zugeordnet. Die 49 Mitglieder des MDR-Rundfunkrates sind gegenwärtig (Stand: 10. Januar 2025):
| Name                                                                                              | entsendende Organisation                                            | Partei-zugehörigkeit* | Kategorie                                            | Bundesland     | Funktion im MDR-Rundfunkrat                                                                    |
| ------------------------------------------------------------------------------------------------- | ------------------------------------------------------------------- | --------------------- | ---------------------------------------------------- | -------------- | ---------------------------------------------------------------------------------------------- |
| Michael Ziche                                                                                     | Landkreistag Sachsen-Anhalt                                         | CDU                   | Mitglied der kommunalen Spitzenverbände              | Sachsen-Anhalt | Vorsitzender des MDR-Rundfunkrats                                                              |
| Kai Ostermann                                                                                     | Landesjugendring Thüringen e. V.                                    |                       | Mitglied der Jugendverbände                          | Thüringen      | Erster Stellvertreter des MDR-Rundfunkratsvorsitzenden, Vorsitzender des Telemedienausschusses |
| Dietrich Bauer                                                                                    | Diakonisches Werk der Evangelisch-Lutherischen Landeskirche Sachsen |                       | Mitglied Diakonie Deutschland                        | Sachsen        | Zweiter Stellvertreter des MDR-Rundfunkratsvorsitzenden                                        |
| Katrin Beberhold                                                                                  | Bauernverband Sachsen-Anhalt e. V.                                  |                       | Mitglied Bauernverband                               | Sachsen-Anhalt |                                                                                                |
| Manfred Böhme                                                                                     | Landestourismusverband Sachsen e. V.                                |                       | Gesellschaftlich bedeutsame Organisation und Gruppe  | Sachsen        | Vorsitzender der Landesgruppe Sachsen                                                          |
| Siegfried Borgwardt                                                                               | Landtag von Sachsen-Anhalt                                          | CDU                   | Vertreter Landtag                                    | Sachsen-Anhalt | Stellvertretender Vorsitzender der Landesgruppe Sachsen-Anhalt                                 |
| Wolfgang Eisenberg                                                                                | Verband der Wirtschaft Thüringens e. V.                             |                       | Mitglied der Arbeitgeberverbände                     | Thüringen      |                                                                                                |
| Mathias Fangohr                                                                                   | LSVD Sachsen-Anhalt e. V.                                           | Bündnis 90/Die Grünen | Mitglied der LSBTTIQ-Verbände                        | Sachsen-Anhalt | Stellvertretender Vorsitzender des Programmausschusses Leipzig                                 |
| Antje Feiks                                                                                       | Sächsischer Landtag                                                 | DIE LINKE             | Vertreterin Landtag                                  | Sachsen        |                                                                                                |
| Matthias Forßbohm                                                                                 | Sächsischer Handwerkstag                                            |                       | Mitglied der Handwerksverbände                       | Sachsen        |                                                                                                |
| Ulrich Franzen                                                                                    | Landessportbund Sachsen e. V.                                       |                       | Mitglied des Deutschen Olympischen Sportbundes       | Sachsen        |                                                                                                |
| Monika Funk                                                                                       | Caritasverband für das Bistum Erfurt e. V.                          |                       | Mitglied Diözesan-Caritasverband                     | Thüringen      |                                                                                                |
| Nina Gbur                                                                                         | Courage – Werkstatt für demokratische Bildungsarbeit e. V.          |                       | Gesellschaftlich bedeutsame Organisation und Gruppe  | Sachsen        | Stellvertretende Vorsitzende des Telemedienausschusses                                         |
| Stefan Gebhardt                                                                                   | Landtag von Sachsen-Anhalt                                          | DIE LINKE             | Vertreter Landtag                                    | Sachsen-Anhalt |                                                                                                |
| Henry Graichen                                                                                    | Sächsischer Landkreistag                                            | CDU                   | Mitglied der kommunalen Spitzenverbände              | Sachsen        |                                                                                                |
| Oliver Greie                                                                                      | Deutscher Gewerkschaftsbund Sachsen-Anhalt (ver.di)                 |                       | Mitglied Arbeitnehmerverband                         | Sachsen-Anhalt | Stellvertretender Vorsitzender des Haushaltsausschusses                                        |
| Wolfgang Großkopf                                                                                 | Landesjagdverband Sachsen-Anhalt e. V.                              |                       | Gesellschaftlich bedeutsame Organisation und Gruppe  | Sachsen-Anhalt |                                                                                                |
| Iris Herfurth                                                                                     | dbb landesbund sachsen-anhalt                                       |                       | Mitglied Arbeitnehmerverband                         | Sachsen-Anhalt | Vorsitzende des Programmausschusses Halle                                                      |
| Heiko Hilker                                                                                      | DJV Sachsen e. V.                                                   | DIE LINKE             | Mitglied Arbeitnehmerverband                         | Sachsen\|      | Stellvertretender Vorsitzender des Programmausschusses Halle                                   |
| Ron Hoffmann                                                                                      | BUND Thüringen e. V.                                                |                       | Mitglied der Natur-, Umwelt- und Klimaschutzverbände | Thüringen      |                                                                                                |
| Alexandra Kehr                                                                                    | Arbeitskreis Thüringer Familienorganisationen e. V.                 |                       | Gesellschaftlich bedeutsame Organisation und Gruppe  | Thüringen      |                                                                                                |
| Klaus Klötzner                                                                                    | ADAC Sachsen e. V.                                                  |                       | Gesellschaftlich bedeutsame Organisation und Gruppe  | Sachsen        |                                                                                                |
| Guido Kosmehl                                                                                     | Landtag Sachsen-Anhalt                                              | FDP                   | Vertreter Landtag                                    | Sachsen-Anhalt |                                                                                                |
| Regina Kraushaar                                                                                  | Landesdirektion Sachsen                                             |                       | Vertreterin Landesregierung                          | Sachsen        |                                                                                                |
| Malte Krückels                                                                                    | Thüringer Landesregierung                                           | DIE LINKE             | Vertreter Landesregierung                            | Thüringen      |                                                                                                |
| Dr. Friedrich Kühn                                                                                | Filmverband Sachsen                                                 |                       | Mitglied der Kulturverbände                          | Sachsen        |                                                                                                |
| Marco Langhof                                                                                     | Arbeitgeber- und Wirtschaftsverbände Sachsen-Anhalt                 |                       | Mitglied der Arbeitgeberverbände                     | Sachsen-Anhalt | Stellvertretender Vorsitzender des Telemedienausschusses                                       |
| Joachim Leibiger                                                                                  | Blinden- und Sehbehindertenverband Thüringen e. V.                  | CDU                   | Mitglied der Verbände von Menschen mit Behinderungen | Thüringen      |                                                                                                |
| Christoph Maier                                                                                   | Evangelische Akademie Sachsen-Anhalt e. V.                          |                       | Gesellschaftlich bedeutsame Organisation und Gruppe  | Sachsen-Anhalt |                                                                                                |
| Thomas Malcherek                                                                                  | Thüringer Handwerkstag e. V.                                        |                       | Mitglied der Handwerksverbände                       | Thüringen      | Stellvertretender Vorsitzender des Haushaltsausschusses                                        |
| Hagen Mauer                                                                                       | Handwerkstag Sachsen-Anhalt                                         |                       | Mitglied der Handwerksverbände                       | Sachsen-Anhalt |                                                                                                |
| Katja Mitteldorf                                                                                  | Thüringer Landtag                                                   | DIE LINKE             | Vertreterin Landtag                                  | Thüringen      |                                                                                                |
| Frank Nemetz                                                                                      | Vereinigung der Opfer des Stalinismus Sachsen                       |                       | Gesellschaftlich bedeutsame Organisation und Gruppe  | Sachsen        |                                                                                                |
| Andreas Nowak                                                                                     | Sächsischer Landtag                                                 | CDU                   | Vertreter Landtag                                    | Sachsen        |                                                                                                |
| Dirk Panter                                                                                       | Sächsischer Landtag                                                 | SPD                   | Vertreter Landtag                                    | Sachsen        | Vorsitzender des Haushaltsausschusses                                                          |
| Dr. Gerhart Pasch                                                                                 | Landesverein Sächsischer Heimatschutz e. V.                         |                       | Gesellschaftlich bedeutsame Organisation und Gruppe  | Sachsen        |                                                                                                |
| Stephan Rether                                                                                    | Bistum Magdeburg                                                    |                       | Mitglied katholischer Kirche                         | Sachsen-Anhalt |                                                                                                |
| Beatrice Sauerbrey                                                                                | Thüringer Landtag                                                   | Bündnis 90/Die Grünen | Vertreterin Landtag                                  | Thüringen      | Vorsitzende des Programmausschusses Leipzig                                                    |
| Steffi Schikor                                                                                    | Landesfrauenrat Sachsen-Anhalt e. V.                                | Bündnis 90/Die Grünen | Mitglied der Frauenverbände                          | Sachsen-Anhalt | Vorsitzende der Landesgruppe Sachsen-Anhalt                                                    |
| Markus Schlimbach                                                                                 | Deutscher Gewerkschaftsbund Sachsen                                 |                       | Mitglied Arbeitnehmerverband                         | Sachsen        | Stellvertretender Vorsitzender der Landesgruppe Sachsen                                        |
| Sebastian Scholz                                                                                  | DJV Thüringen                                                       |                       | Gesellschaftlich bedeutsame Organisation und Gruppe  | Thüringen      |                                                                                                |
| Frank Schönborn                                                                                   | dbb beamtenbund und tarifunion thüringen e. V.                      |                       | Mitglied Arbeitnehmerverband                         | Thüringen      | Stellvertretender Vorsitzender der Landesgruppe Thüringen                                      |
| Kanwal Sethi                                                                                      | Dachverband Sächsischer Migrantenorganisationen e. V.               |                       | Mitglied der Migrantenverbände                       | Sachsen        | Stellvertretender Vorsitzender des Programmausschusses Leipzig                                 |
| Sarah Sieber                                                                                      | Industrie- und Handelskammer Sachsen                                |                       | Mitglied der Industrie- und Handelskammern           | Sachsen        |                                                                                                |
| Prof. Dr. Mario Voigt                                                                             | Thüringer Landtag                                                   | CDU                   | Vertreter Landtag                                    | Thüringen      |                                                                                                |
| Christhard Wagner                                                                                 | Evangelische Kirche in Mitteldeutschland                            |                       | Mitglied evangelischer Kirche                        | Thüringen      | Vorsitzender der Landesgruppe Thüringen                                                        |
| Sandro Witt                                                                                       | DGB-Bezirk Hessen – Thüringen                                       | DIE LINKE             | Mitglied Arbeitnehmerverband                         | Thüringen      |                                                                                                |
| Bernhard Ziesch                                                                                   | Sorbisches Volk Sachsen: Domowina                                   |                       | Angehörige/r des sorbischen Volkes                   | Sachsen        |                                                                                                |
| Dr. Tamara Zieschang                                                                              | Landesregierung Sachsen-Anhalt                                      | CDU                   | Vertreterin Landesregierung                          | Sachsen-Anhalt |                                                                                                |
| *) Soweit bekannt; fehlender Eintrag bedeutet nicht, dass jeweilige Person keiner Partei angehört |                                                                     |                       |                                                      |                |                                                                                                |

### Ehemalige Mitglieder
| Name                                                                                              | Vertretene Organisation                                                                                  | Parteizugehörigkeit*  | Bundesland     |
| ------------------------------------------------------------------------------------------------- | --- | --------------------- | -------------- |
| Nicole Anger                                                                                      | Kinder- und Jugendring Sachsen-Anhalt e. V.                                                              |                       | Sachsen-Anhalt |
| Heinz-Joachim Aris                                                                                | Landesverband Sachsen der Jüdischen Gemeinden                                                            |                       | Sachsen        |
| Sabine Bachert-Mertz von Quirnheim                                                                | Deutscher Journalistenverband Sachsen                                                                    |                       | Sachsen        |
| Andreas Baeckler                                                                                  | Handwerksverband Sachsen-Anhalt                                                                          |                       | Sachsen-Anhalt |
| Tobias Bilz                                                                                       | Evangelisch-Lutherische Landeskirche Sachsen                                                             |                       | Sachsen        |
| Dorothee Bodewein                                                                                 | Caritasverband im Bistum Magdeburg                                                                       |                       | Sachsen-Anhalt |
| Walter Botschatzki                                                                                | Verband der Wirtschaft Thüringens                                                                        |                       | Thüringen      |
| Thomas Budde                                                                                      | Thüringischer Landkreistag                                                                               |                       | Thüringen      |
| Torsten Cott                                                                                      | Landesjugendring Thüringen e. V.                                                                         |                       | Thüringen      |
| Andreas Decker                                                                                    | Landessportbund Sachsen                                                                                  |                       | Sachsen        |
| Jens Dietrich                                                                                     | AfD-Landesverband Thüringen                                                                              | AfD                   | Thüringen      |
| Joachim Dirschka                                                                                  | Sächsischer Handwerkstag                                                                                 | CDU                   | Sachsen        |
| Norbert Eichler                                                                                   | Städte- und Gemeindebund Sachsen-Anhalt                                                                  |                       | Sachsen-Anhalt |
| Friedhelm Enke                                                                                    | Handwerksverband                                                                                         |                       | Thüringen      |
| Susanna Erbring                                                                                   | Caritasverband Bistum Magdeburg                                                                          |                       | Sachsen-Anhalt |
| Roland Ermer                                                                                      | Sächsischer Handwerkstag                                                                                 |                       | Sachsen        |
| Eva Feußner                                                                                       | Landesregierung von Sachsen-Anhalt                                                                       | CDU                   | Sachsen-Anhalt |
| Dorothea Frederking                                                                               | Bündnis 90/DIE GRÜNEN Landesverband Sachsen-Anhalt                                                       | Bündnis 90/Die Grünen | Sachsen-Anhalt |
| Udo Gebhardt                                                                                      | DGB-Bezirk Niedersachsen – Bremen – Sachsen-Anhalt                                                       |                       | Sachsen-Anhalt |
| Dr. Nora Goldenbogen                                                                              | Jüdische Kultusgemeinden Sachsen                                                                         |                       | Sachsen        |
| Klemens Gutmann                                                                                   | Arbeitgeber- und Wirtschaftsverbände Sachsen-Anhalt e. V.                                                |                       | Sachsen-Anhalt |
| Peter Heinzel                                                                                     | Landesverband der Verfolgten des Naziregimes und der Antifaschistinnen und Antifaschisten Sachsen-Anhalt |                       | Sachsen-Anhalt |
| Steffen Heitmann                                                                                  | CDU-Landesverband Sachsen                                                                                | CDU                   | Sachsen        |
| Kurt Herzberg                                                                                     | Arbeitskreis Thüringer Familienorganisationen                                                            |                       | Thüringen      |
| Andres Huhn                                                                                       | Vereinigung der Sächsischen Wirtschaft                                                                   |                       | Sachsen        |
| Anne-Marie Keding                                                                                 | Ministerium für Landwirtschaft und Umwelt                                                                | CDU                   | Sachsen-Anhalt |
| Andreas Kretschmar                                                                                | kommunale Spitzenverbände                                                                                |                       | Sachsen        |
| Christoph Krummacher                                                                              | Sächsischer Musikrat                                                                                     |                       | Sachsen        |
| Wilfried Krätzschmar                                                                              | Sächsischer Musikrat                                                                                     |                       | Sachsen        |
| Uwe Krüger                                                                                        | Deutscher Journalistenverband                                                                            |                       | Sachsen        |
| Wolfgang Ladebeck                                                                                 | Beamtenbund Sachsen-Anhalt                                                                               |                       | Sachsen-Anhalt |
| Helmut Liebermann                                                                                 | Beamtenbund Thüringen                                                                                    |                       | Thüringen      |
| René Lindenberg                                                                                   | SPD-Landesverband Thüringen                                                                              | SPD                   | Thüringen      |
| Mike Mohring                                                                                      | CDU-Landesverband Thüringen                                                                              | CDU                   | Thüringen      |
| Bernd Müller-Kaller                                                                               | Vereinigung der Opfer des Stalinismus                                                                    |                       | Sachsen        |
| Guido Nienhaus                                                                                    | Arbeitgeber- und Wirtschaftsverbände Sachsen-Anhalt e. V.                                                |                       | Sachsen        |
| Falk Neubert                                                                                      | DIE LINKE Landesverband Sachsen                                                                          | DIE LINKE             | Sachsen        |
| Gerhard Pöschmann                                                                                 | Beamtenbund und Tarifunion Sachsen                                                                       |                       | Sachsen        |
| Bernd Reisender                                                                                   | CDU-Landesverband Sachsen-Anhalt                                                                         | CDU                   | Sachsen-Anhalt |
| Horst Saage                                                                                       | Bauernverband Sachsen-Anhalt                                                                             |                       | Sachsen-Anhalt |
| Prof. Dr. Gabriele Schade                                                                         | Natur-, Umwelt- und Klimaschutzverbände Thüringen: BUND Thüringen e. V.                                  |                       | Thüringen      |
| Jürgen W. Schmidt                                                                                 | Arbeitnehmerverbände Sachsen-Anhalt                                                                      |                       | Sachsen-Anhalt |
| Reinhard Stehfest                                                                                 | Landesregierung Thüringen                                                                                |                       | Thüringen      |
| Arndt Steinbach                                                                                   | Sächsischer Landkreistag                                                                                 | CDU                   | Sachsen        |
| Peter Taeger                                                                                      | Evangelische Kirche in Mitteldeutschland                                                                 |                       | Thüringen      |
| Wolfgang Topf                                                                                     | Industrie- und Handelskammer Sachsen                                                                     |                       | Sachsen        |
| Maik Wagner                                                                                       | Beamtenbund Sachsen-Anhalt                                                                               |                       | Sachsen-Anhalt |
| Erhard Weimann                                                                                    | Sächsische Staatsregierung                                                                               | CDU                   | Sachsen        |
| Winfried Weinrich                                                                                 | Katholische Kirche                                                                                       |                       | Thüringen      |
| Edwin Werner                                                                                      | Landesmusikrat Sachsen-Anhalt                                                                            |                       | Sachsen-Anhalt |
| Heidemarie Werner                                                                                 | Landesfrauenrat Sachsen-Anhalt e. V.                                                                     |                       | Sachsen-Anhalt |
| Peter Zimmermann                                                                                  | Thüringer Landesregierung                                                                                | CDU                   | Thüringen      |
| *) Soweit bekannt; fehlender Eintrag bedeutet nicht, dass jeweilige Person keiner Partei angehört | |                       |                |

## Aufwandsentschädigung
Die Mitglieder des MDR-Rundfunkrates arbeiten ehrenamtlich. Sie erhalten eine monatliche Aufwandsentschädigung von 834,23 Euro. Der oder die MDR-Rundfunkratsvorsitzende erhält eine monatliche Aufwandsentschädigung von 1.205,18 Euro, seine Stellvertreter oder Stellvertreterin, die Vorsitzenden der Landesgruppen und der Ausschüsse 1.019,49 Euro sowie das Mitglied im ARD-Programmbeirat 1.005,44 Euro. Außerdem erhalten die Mitglieder des MDR-Rundfunkrates für ihre Teilnahme an den Sitzungen des Rundfunkrates, seiner Ausschüsse und Landesgruppen sowie des Verwaltungsrates ein zusätzliches Sitzungsgeld in Höhe von Euro 69,54 pro Sitzung. Die Vorsitzenden des MDR-Rundfunkrates sowie der Ausschüsse und Landesgruppen erhalten ein Sitzungsgeld in Höhe von 139,09 Euro pro Tag der von ihnen geleiteten Sitzung. Das Mitglied im ARD-Programmbeirat erhält ein Sitzungsgeld in Höhe von 139,09 Euro pro Sitzungstag dieses Gremiums (vgl. hierzu Art. 19 MDR-Satzung). Die Anpassung der Aufwandsentschädigungen und Sitzungsgelder richtet sich nach der Höhe der Kostenpauschale gemäß § 12 Abs. 2 des Gesetzes über die Rechtsverhältnisse der Mitglieder des Deutschen Bundestages (Abgeordnetengesetz). Alle Zahlungen sind individuell steuerpflichtig. Die Aufwandsentschädigungen werden zu Teilen für die Kindermedienpreise des MDR-Rundfunkrates gespendet.